# Haterumelater
Haterumelater is een geslacht van kevers uit de familie  
kniptorren (Elateridae).
Het geslacht is voor het eerst wetenschappelijk beschreven in 1968 door Ôhira.

## Soorten
Het geslacht omvat de volgende soorten:
- Haterumelater bicarinatus (Candèze, 1873)
- Haterumelater bifoveolatus (Miwa, 1927)
- Haterumelater bimaculatus Schimmel, 1998
- Haterumelater fulvago (Marseul, 1868)
- Haterumelater languidus (Buysson, 1891)
- Haterumelater schembrii (Platia, 1985)
- Haterumelater tauricola (Gurjeva, 1957)